# مطار ثو شوان
مطار ثو شوانوالمعروف بمطار ساو فانغ (بالفيتنامية: Sân bay Sao Vàng)‏(بالفيتنامية: Sân bay Thọ Xuân)‏ ويُعرف أيضًا بقاعدة باي ثونغ الجوية، هو مطار يقع في مدينة ساو فانج في محافظة تان هوا، مقاطعة ثانه هو [الإنجليزية]، على بعد 45 كم شمال غرب العاصمة الإقليمية ثانه هوا. تُشغل القوات الجوية الشعبية الفيتنامية (VPAF) المطار حاليًا.
استقبل هذا المطار 90.000 مسافر في 2013، 160.000 مسافر في 2014 ويقدر أن يخدم 550.000 مسافر في 2015، بزيادة تزيد عن 300٪ 

## التاريخ

### حرب فيتنام
```
بُنيت القاعدة الجوية في عام 1968 باستخدام قواعد إطلاق ميغ الأمامية المنتشرة مؤقتًا من قواعد القوات الجوية الشعبية الفيتنامية الأخرى.
[
2
]
```

في صباح يوم 13 أبريل 1972، تعرض المطار للهجوم من قبل طائرات بي-52، مما أدى إلى تدمير طائرة ميغ-17 وإحداث حفرة في المدرج. تعرضت القاعدة للهجوم مرة أخرى من قبل طائرات ايه-6 التابعة للبحرية الأمريكية في مايو 1972.

### الاستخدام الحالي
القاعدة هي موطن سرب قاذفة القنابل 923 التابع للقوات الجوية الشعبية الفيتنامية التي تشغل سوخوي سو-30 ام كي كي.
نفذت حكومة فيتنام مشروع ترقية لإضافة المزيد من المرافق المدنية من أجل تحويل المطار إلى مطار مختلط مدني/عسكري في أوائل عام 2013. من المخطط أن يصبح مطار إغاثة [الإنجليزية] لمطار هانوي نوي باي الدولي.

## شركات الطيران والوجهات
| شركـات طيـران            | الوجهات                                                                          |
| ------------------------ | -------------------------------------------------------------------------------- |
| بامبو إيرويز             | Con Dao، مطار تان سون نهات الدولي، مطار فو كوك الدولي، Quy Nhon                  |
| Pacific Airlines         | مطار تان سون نهات الدولي                                                         |
| خطوط فيت جيت             | Buon Ma Thuot، مطار كن تاه الدولي، مطار دا نانغ الدولي، مطار تان سون نهات الدولي |
| الخطوط الجوية الفيتنامية | Buon Ma Thuot، مطار لين خونج، مطار دا نانغ الدولي، مطار تان سون نهات الدولي      |

## روابط خارجية
- الحكومة تنفذ ثلاثة مشاريع للمطارات على موقع Vietnamnet.net
- طلب ثان هوا إعادة التفكير في مشروع مطار سايغون تايمز المدني